# Сервий Сульпиций Руф (военный трибун)
Сервий Сульпиций Руф (лат. Servius Sulpicius Rufus; V — IV века до н. э) — римский политический деятель из патрицианского рода Сульпициев, военный трибун с консульской властью 388, 384 и 383 годов до н. э.
Во время первого трибуната Сервия Сульпиция римская армия разграбила земли эквов, а в Этрурии, воюя с Тарквиниями, взяла города Кортуоза и Контенебра. Второй и третий его трибунаты были мирными: главным событием 384 года до н. э. стала казнь Марка Манлия, а в 383 году до н. э. чума помешала начать войну с Ланувием.
О дальнейшей судьбе Сервия Сульпиция ничего не известно. Существует предположение, что Сервий Сульпиций Руф — одно лицо с Сервием Сульпицием Камерином, консулом-суффектом 393 года до н. э., военным трибуном с консульской властью 391 года до н. э.